# Huis Balsha
Het huis Balsha (Albanees: Shtëpia e Balshajve) was een Albanese adellijke familie die heerste over gebieden in het huidige noord-Albanië, zuid-Montenegro en west-Kosovo. De familie heerste van 1360 tot 1421 over Zeta als het vorstendom Balsha. Van 1414 tot 1417 had de dynastie enige tijd heerschappij over Vlorë.  In 1444 voegden de Balsha's zich bij de Albanese alliantie Liga van Lezhë.

## Geschiedenis

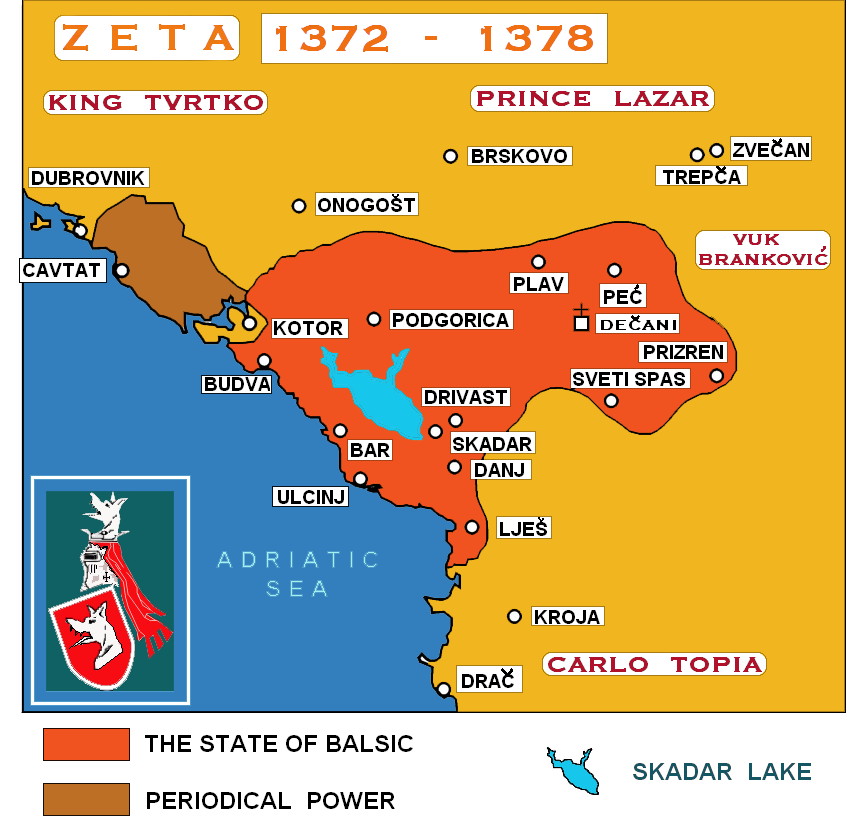
Het vorstendom Balsha tussen 1372 en 1378.

Balsha I, de stamvader van de dynastie, had gedurende de 14e eeuw heerschappij over één dorpje in de omgeving van Shkodër in het huidige Albanië. Nadat zijn drie zoons Gjergj I, Strazimir en Balsha III de Servische edelmannen Žarko Žarković en Đuraš Ilijić hadden verslagen, breidde zij het gebied van de Balsha's verder uit richting het noorden naar Podgorica, Ulcinj en Budva, huidig Montenegro. Hierna groeide de macht van de dynastie binnen het middeleeuwse Albanië. Vanaf 1360 tot 1421 heersten de Balsha's over Zeta en hadden zij onder prinsessen Komnena en Rudina lokale heerschappij over het vorstendom Valona in zuid-Albanië. Konstantin Balsha had na zijn huwelijk met prinses Helena Thopia (dochter van de voormalige prins van Albanië Karl Thopia; getrouwd met Vojsava Balsha) vanaf 1392 tot 1402 heerschappij over het vorstendom Thopia. 
In de Servische middeleeuwse documenten wordt de dynastie omschreven als 'lokale Albanese heersers'. De Balsha's hadden zich echter in grote mate geassimileerd tijdens de heerschappij van het Keizerrijk Servië, dat halverwege de 14e eeuw noord-Albanië had veroverd. De invloeden waren zichtbaar; zo hing de dynastie de Servisch-orthodoxe kerk aan. De Balsha-dynastie droeg echter wel traditionele Albanese klederdracht en voegde zich bij de Liga van Lezhë, een Albanese alliantie tegen het Ottomaanse Rijk en het Servische Despotaat van de Branković-dynastie.

## Lijst van heersers
De Balsha-dynastie regeerde over verschillende vorstendommen:

### Vorstendom Balsha
- Balsha I (1360-1362)
- Strazimir Balsha (1362-1373)
- Gjergj Balsha (1362-1378)
- Balsha II (1378-1385)
- Gjergj II Balsha (1385-1403)
- Balsha III (1403-1421)

### Vorstendom Valona
- Balsha II (1372–1385)
- Komnena Balsha (1385–1396)
- Rudina Balsha (1414–1417)

### Vorstendom Thopia
- Konstantin Balsha (1392-1402)

## Stamboom
- - Balsha I ⚭ ?
    - Gjergj I ⚭ Olivera Mrnjavčević
      - Jevdokija ⚭  Eseau de' Buondelmonti

    - Gjergj I ⚭ Teodora Dejanović (2)
      - Konstantin ⚭ Helena Thopia
        - Stefan ⚭ Vlajka Kastrioti

      - Jelisaveta
      - Gojsava ⚭ Radič Sanković

    - Strazimir ⚭ Milica Mrnjavčević
      - Gjergj II ⚭ Jelena Lazarević
      - Balsha III ⚭ Mara Thopia
        - Teodora ⚭ Petar Vojsalić
        - Jelena ⚭ Stjepan Vukčić Kosača

      - Gojko ⚭ Komnena Arianiti
        - Maria

      - Ivan ⚭ ?

    - Balsha II ⚭ Komnena Muzaka
      - Rudina ⚭ Mrkša Žarković

    - Vojsava ⚭ Karl Thopia